# 派崔克·史坦普
派崔克·沃恩·史坦普（Patrick Vaughn Stump(h)），本名：派崔克·馬汀·史坦普（Patrick Martin Stumph），1984年4月27日—）是一位美國音樂家、作曲家和製作人。他也是打倒男孩樂團的主唱和吉他手。

## 職業生涯
目前擔任打倒男孩主唱，之前也有展開個人工作。
在加入打倒男孩之前，史坦普從未在任何樂團擔任主唱，也從來沒有受過歌唱訓練。在打倒男孩成立時，他首先遇見喬·特洛曼（Joe Trohman），之後便擔任樂團的主唱。而最初的吉他手在第一次巡迴演出前就退團，因此史坦普便接替兼任吉他手。在打倒男孩三年前停止活動之後又聚合繼續擔任樂團主唱
作為唱片製作人，他曾和 The Hush Sound、Gym Class Heroes 合作。並在他們的多首歌曲中合唱。
史坦普曾說：「根據維基百科介紹我的頁面，我是屬於男高音，但在生理上這根本不可能」。史坦普是在音樂電視網（MTV）的專訪中做出以上發言。
史坦普曾在自己的網站上說自己患有「感官混淆症」（Grapheme-color synesthesia）

## 資料來源
1. ↑  .   [2007-03-28]. （原始内容存档于2007-04-17）.
2. ↑  .   [2007-03-28]. （原始内容存档于2007-04-01）.
3. ↑  史坦普所參加的節目是「Infinity Flight 206」，這是在一天之內播出的三個系列節目之一，為了宣傳他們的最新專輯《無限HIGH》（Infinity On High）
4. ↑  .   [2009-07-25]. （原始内容存档于2021-02-20）.

## 外部連結
- 派崔克·史坦普在互联网电影资料库（IMDb）上的資料（英文）
- （英文）打倒男孩樂團官方網站 （页面存档备份，存于）
- （英文）派崔克個人官方網站 （页面存档备份，存于）